# Position de Saavedra
Pour les articles homonymes, voir Saavedra.
Cet article utilise la notation algébrique pour décrire des coups du jeu d'échecs.
La position de Saavedra est une étude d'échecs qui illustre le thème de la sous-promotion. Elle est nommée en mémoire du prêtre espagnol Fernando Saavedra (1849-1922), qui a trouvé en 1895 le gain dans une position qui était jusqu'alors considérée comme nulle.
|   | a | b | c | d | e | f | g | h |   |
| 8 | Roi blanc sur case noire b6 · Pion blanc sur case blanche c6 · Tour noire sur case blanche d5 · Roi noir sur case noire a1 | Roi blanc sur case noire b6 · Pion blanc sur case blanche c6 · Tour noire sur case blanche d5 · Roi noir sur case noire a1 | Roi blanc sur case noire b6 · Pion blanc sur case blanche c6 · Tour noire sur case blanche d5 · Roi noir sur case noire a1 | Roi blanc sur case noire b6 · Pion blanc sur case blanche c6 · Tour noire sur case blanche d5 · Roi noir sur case noire a1 | Roi blanc sur case noire b6 · Pion blanc sur case blanche c6 · Tour noire sur case blanche d5 · Roi noir sur case noire a1 | Roi blanc sur case noire b6 · Pion blanc sur case blanche c6 · Tour noire sur case blanche d5 · Roi noir sur case noire a1 | Roi blanc sur case noire b6 · Pion blanc sur case blanche c6 · Tour noire sur case blanche d5 · Roi noir sur case noire a1 | Roi blanc sur case noire b6 · Pion blanc sur case blanche c6 · Tour noire sur case blanche d5 · Roi noir sur case noire a1 | 8 |
| 7 | Roi blanc sur case noire b6 · Pion blanc sur case blanche c6 · Tour noire sur case blanche d5 · Roi noir sur case noire a1 | Roi blanc sur case noire b6 · Pion blanc sur case blanche c6 · Tour noire sur case blanche d5 · Roi noir sur case noire a1 | Roi blanc sur case noire b6 · Pion blanc sur case blanche c6 · Tour noire sur case blanche d5 · Roi noir sur case noire a1 | Roi blanc sur case noire b6 · Pion blanc sur case blanche c6 · Tour noire sur case blanche d5 · Roi noir sur case noire a1 | Roi blanc sur case noire b6 · Pion blanc sur case blanche c6 · Tour noire sur case blanche d5 · Roi noir sur case noire a1 | Roi blanc sur case noire b6 · Pion blanc sur case blanche c6 · Tour noire sur case blanche d5 · Roi noir sur case noire a1 | Roi blanc sur case noire b6 · Pion blanc sur case blanche c6 · Tour noire sur case blanche d5 · Roi noir sur case noire a1 | Roi blanc sur case noire b6 · Pion blanc sur case blanche c6 · Tour noire sur case blanche d5 · Roi noir sur case noire a1 | 7 |
| 6 | Roi blanc sur case noire b6 · Pion blanc sur case blanche c6 · Tour noire sur case blanche d5 · Roi noir sur case noire a1 | Roi blanc sur case noire b6 · Pion blanc sur case blanche c6 · Tour noire sur case blanche d5 · Roi noir sur case noire a1 | Roi blanc sur case noire b6 · Pion blanc sur case blanche c6 · Tour noire sur case blanche d5 · Roi noir sur case noire a1 | Roi blanc sur case noire b6 · Pion blanc sur case blanche c6 · Tour noire sur case blanche d5 · Roi noir sur case noire a1 | Roi blanc sur case noire b6 · Pion blanc sur case blanche c6 · Tour noire sur case blanche d5 · Roi noir sur case noire a1 | Roi blanc sur case noire b6 · Pion blanc sur case blanche c6 · Tour noire sur case blanche d5 · Roi noir sur case noire a1 | Roi blanc sur case noire b6 · Pion blanc sur case blanche c6 · Tour noire sur case blanche d5 · Roi noir sur case noire a1 | Roi blanc sur case noire b6 · Pion blanc sur case blanche c6 · Tour noire sur case blanche d5 · Roi noir sur case noire a1 | 6 |
| 5 | Roi blanc sur case noire b6 · Pion blanc sur case blanche c6 · Tour noire sur case blanche d5 · Roi noir sur case noire a1 | Roi blanc sur case noire b6 · Pion blanc sur case blanche c6 · Tour noire sur case blanche d5 · Roi noir sur case noire a1 | Roi blanc sur case noire b6 · Pion blanc sur case blanche c6 · Tour noire sur case blanche d5 · Roi noir sur case noire a1 | Roi blanc sur case noire b6 · Pion blanc sur case blanche c6 · Tour noire sur case blanche d5 · Roi noir sur case noire a1 | Roi blanc sur case noire b6 · Pion blanc sur case blanche c6 · Tour noire sur case blanche d5 · Roi noir sur case noire a1 | Roi blanc sur case noire b6 · Pion blanc sur case blanche c6 · Tour noire sur case blanche d5 · Roi noir sur case noire a1 | Roi blanc sur case noire b6 · Pion blanc sur case blanche c6 · Tour noire sur case blanche d5 · Roi noir sur case noire a1 | Roi blanc sur case noire b6 · Pion blanc sur case blanche c6 · Tour noire sur case blanche d5 · Roi noir sur case noire a1 | 5 |
| 4 | Roi blanc sur case noire b6 · Pion blanc sur case blanche c6 · Tour noire sur case blanche d5 · Roi noir sur case noire a1 | Roi blanc sur case noire b6 · Pion blanc sur case blanche c6 · Tour noire sur case blanche d5 · Roi noir sur case noire a1 | Roi blanc sur case noire b6 · Pion blanc sur case blanche c6 · Tour noire sur case blanche d5 · Roi noir sur case noire a1 | Roi blanc sur case noire b6 · Pion blanc sur case blanche c6 · Tour noire sur case blanche d5 · Roi noir sur case noire a1 | Roi blanc sur case noire b6 · Pion blanc sur case blanche c6 · Tour noire sur case blanche d5 · Roi noir sur case noire a1 | Roi blanc sur case noire b6 · Pion blanc sur case blanche c6 · Tour noire sur case blanche d5 · Roi noir sur case noire a1 | Roi blanc sur case noire b6 · Pion blanc sur case blanche c6 · Tour noire sur case blanche d5 · Roi noir sur case noire a1 | Roi blanc sur case noire b6 · Pion blanc sur case blanche c6 · Tour noire sur case blanche d5 · Roi noir sur case noire a1 | 4 |
| 3 | Roi blanc sur case noire b6 · Pion blanc sur case blanche c6 · Tour noire sur case blanche d5 · Roi noir sur case noire a1 | Roi blanc sur case noire b6 · Pion blanc sur case blanche c6 · Tour noire sur case blanche d5 · Roi noir sur case noire a1 | Roi blanc sur case noire b6 · Pion blanc sur case blanche c6 · Tour noire sur case blanche d5 · Roi noir sur case noire a1 | Roi blanc sur case noire b6 · Pion blanc sur case blanche c6 · Tour noire sur case blanche d5 · Roi noir sur case noire a1 | Roi blanc sur case noire b6 · Pion blanc sur case blanche c6 · Tour noire sur case blanche d5 · Roi noir sur case noire a1 | Roi blanc sur case noire b6 · Pion blanc sur case blanche c6 · Tour noire sur case blanche d5 · Roi noir sur case noire a1 | Roi blanc sur case noire b6 · Pion blanc sur case blanche c6 · Tour noire sur case blanche d5 · Roi noir sur case noire a1 | Roi blanc sur case noire b6 · Pion blanc sur case blanche c6 · Tour noire sur case blanche d5 · Roi noir sur case noire a1 | 3 |
| 2 | Roi blanc sur case noire b6 · Pion blanc sur case blanche c6 · Tour noire sur case blanche d5 · Roi noir sur case noire a1 | Roi blanc sur case noire b6 · Pion blanc sur case blanche c6 · Tour noire sur case blanche d5 · Roi noir sur case noire a1 | Roi blanc sur case noire b6 · Pion blanc sur case blanche c6 · Tour noire sur case blanche d5 · Roi noir sur case noire a1 | Roi blanc sur case noire b6 · Pion blanc sur case blanche c6 · Tour noire sur case blanche d5 · Roi noir sur case noire a1 | Roi blanc sur case noire b6 · Pion blanc sur case blanche c6 · Tour noire sur case blanche d5 · Roi noir sur case noire a1 | Roi blanc sur case noire b6 · Pion blanc sur case blanche c6 · Tour noire sur case blanche d5 · Roi noir sur case noire a1 | Roi blanc sur case noire b6 · Pion blanc sur case blanche c6 · Tour noire sur case blanche d5 · Roi noir sur case noire a1 | Roi blanc sur case noire b6 · Pion blanc sur case blanche c6 · Tour noire sur case blanche d5 · Roi noir sur case noire a1 | 2 |
| 1 | Roi blanc sur case noire b6 · Pion blanc sur case blanche c6 · Tour noire sur case blanche d5 · Roi noir sur case noire a1 | Roi blanc sur case noire b6 · Pion blanc sur case blanche c6 · Tour noire sur case blanche d5 · Roi noir sur case noire a1 | Roi blanc sur case noire b6 · Pion blanc sur case blanche c6 · Tour noire sur case blanche d5 · Roi noir sur case noire a1 | Roi blanc sur case noire b6 · Pion blanc sur case blanche c6 · Tour noire sur case blanche d5 · Roi noir sur case noire a1 | Roi blanc sur case noire b6 · Pion blanc sur case blanche c6 · Tour noire sur case blanche d5 · Roi noir sur case noire a1 | Roi blanc sur case noire b6 · Pion blanc sur case blanche c6 · Tour noire sur case blanche d5 · Roi noir sur case noire a1 | Roi blanc sur case noire b6 · Pion blanc sur case blanche c6 · Tour noire sur case blanche d5 · Roi noir sur case noire a1 | Roi blanc sur case noire b6 · Pion blanc sur case blanche c6 · Tour noire sur case blanche d5 · Roi noir sur case noire a1 | 1 |
|   | a | b | c | d | e | f | g | h |   |

Le diagramme de droite montre la position, telle qu'on la donne habituellement. Les blancs jouent et gagnent.
Solution : 1.c7 Td6+ 2.Rb5
(2.Rc5? Td1 et 3…Tc1!)
2…Td5+ 3.Rb4 Td4+ 4.Rb3 Td3+ 5.Rc2
La tour noire n'a plus d'échec et ne peut pas empêcher le pion de se promouvoir. Cependant, les noirs ont encore une ressource.
5… Td4!
(diagramme)
Ce coup empêche bel et bien la promotion en dame, car si les blancs jouent 6.c8D?, les noirs répondent 6…Tc4+! 7.Dxc4 pat, et la partie est nulle.
|   | a | b | c | d | e | f | g | h |   |
| 8 | Pion blanc sur case noire c7 · Tour noire sur case noire d4 · Roi blanc sur case blanche c2 · Roi noir sur case noire a1 | Pion blanc sur case noire c7 · Tour noire sur case noire d4 · Roi blanc sur case blanche c2 · Roi noir sur case noire a1 | Pion blanc sur case noire c7 · Tour noire sur case noire d4 · Roi blanc sur case blanche c2 · Roi noir sur case noire a1 | Pion blanc sur case noire c7 · Tour noire sur case noire d4 · Roi blanc sur case blanche c2 · Roi noir sur case noire a1 | Pion blanc sur case noire c7 · Tour noire sur case noire d4 · Roi blanc sur case blanche c2 · Roi noir sur case noire a1 | Pion blanc sur case noire c7 · Tour noire sur case noire d4 · Roi blanc sur case blanche c2 · Roi noir sur case noire a1 | Pion blanc sur case noire c7 · Tour noire sur case noire d4 · Roi blanc sur case blanche c2 · Roi noir sur case noire a1 | Pion blanc sur case noire c7 · Tour noire sur case noire d4 · Roi blanc sur case blanche c2 · Roi noir sur case noire a1 | 8 |
| 7 | Pion blanc sur case noire c7 · Tour noire sur case noire d4 · Roi blanc sur case blanche c2 · Roi noir sur case noire a1 | Pion blanc sur case noire c7 · Tour noire sur case noire d4 · Roi blanc sur case blanche c2 · Roi noir sur case noire a1 | Pion blanc sur case noire c7 · Tour noire sur case noire d4 · Roi blanc sur case blanche c2 · Roi noir sur case noire a1 | Pion blanc sur case noire c7 · Tour noire sur case noire d4 · Roi blanc sur case blanche c2 · Roi noir sur case noire a1 | Pion blanc sur case noire c7 · Tour noire sur case noire d4 · Roi blanc sur case blanche c2 · Roi noir sur case noire a1 | Pion blanc sur case noire c7 · Tour noire sur case noire d4 · Roi blanc sur case blanche c2 · Roi noir sur case noire a1 | Pion blanc sur case noire c7 · Tour noire sur case noire d4 · Roi blanc sur case blanche c2 · Roi noir sur case noire a1 | Pion blanc sur case noire c7 · Tour noire sur case noire d4 · Roi blanc sur case blanche c2 · Roi noir sur case noire a1 | 7 |
| 6 | Pion blanc sur case noire c7 · Tour noire sur case noire d4 · Roi blanc sur case blanche c2 · Roi noir sur case noire a1 | Pion blanc sur case noire c7 · Tour noire sur case noire d4 · Roi blanc sur case blanche c2 · Roi noir sur case noire a1 | Pion blanc sur case noire c7 · Tour noire sur case noire d4 · Roi blanc sur case blanche c2 · Roi noir sur case noire a1 | Pion blanc sur case noire c7 · Tour noire sur case noire d4 · Roi blanc sur case blanche c2 · Roi noir sur case noire a1 | Pion blanc sur case noire c7 · Tour noire sur case noire d4 · Roi blanc sur case blanche c2 · Roi noir sur case noire a1 | Pion blanc sur case noire c7 · Tour noire sur case noire d4 · Roi blanc sur case blanche c2 · Roi noir sur case noire a1 | Pion blanc sur case noire c7 · Tour noire sur case noire d4 · Roi blanc sur case blanche c2 · Roi noir sur case noire a1 | Pion blanc sur case noire c7 · Tour noire sur case noire d4 · Roi blanc sur case blanche c2 · Roi noir sur case noire a1 | 6 |
| 5 | Pion blanc sur case noire c7 · Tour noire sur case noire d4 · Roi blanc sur case blanche c2 · Roi noir sur case noire a1 | Pion blanc sur case noire c7 · Tour noire sur case noire d4 · Roi blanc sur case blanche c2 · Roi noir sur case noire a1 | Pion blanc sur case noire c7 · Tour noire sur case noire d4 · Roi blanc sur case blanche c2 · Roi noir sur case noire a1 | Pion blanc sur case noire c7 · Tour noire sur case noire d4 · Roi blanc sur case blanche c2 · Roi noir sur case noire a1 | Pion blanc sur case noire c7 · Tour noire sur case noire d4 · Roi blanc sur case blanche c2 · Roi noir sur case noire a1 | Pion blanc sur case noire c7 · Tour noire sur case noire d4 · Roi blanc sur case blanche c2 · Roi noir sur case noire a1 | Pion blanc sur case noire c7 · Tour noire sur case noire d4 · Roi blanc sur case blanche c2 · Roi noir sur case noire a1 | Pion blanc sur case noire c7 · Tour noire sur case noire d4 · Roi blanc sur case blanche c2 · Roi noir sur case noire a1 | 5 |
| 4 | Pion blanc sur case noire c7 · Tour noire sur case noire d4 · Roi blanc sur case blanche c2 · Roi noir sur case noire a1 | Pion blanc sur case noire c7 · Tour noire sur case noire d4 · Roi blanc sur case blanche c2 · Roi noir sur case noire a1 | Pion blanc sur case noire c7 · Tour noire sur case noire d4 · Roi blanc sur case blanche c2 · Roi noir sur case noire a1 | Pion blanc sur case noire c7 · Tour noire sur case noire d4 · Roi blanc sur case blanche c2 · Roi noir sur case noire a1 | Pion blanc sur case noire c7 · Tour noire sur case noire d4 · Roi blanc sur case blanche c2 · Roi noir sur case noire a1 | Pion blanc sur case noire c7 · Tour noire sur case noire d4 · Roi blanc sur case blanche c2 · Roi noir sur case noire a1 | Pion blanc sur case noire c7 · Tour noire sur case noire d4 · Roi blanc sur case blanche c2 · Roi noir sur case noire a1 | Pion blanc sur case noire c7 · Tour noire sur case noire d4 · Roi blanc sur case blanche c2 · Roi noir sur case noire a1 | 4 |
| 3 | Pion blanc sur case noire c7 · Tour noire sur case noire d4 · Roi blanc sur case blanche c2 · Roi noir sur case noire a1 | Pion blanc sur case noire c7 · Tour noire sur case noire d4 · Roi blanc sur case blanche c2 · Roi noir sur case noire a1 | Pion blanc sur case noire c7 · Tour noire sur case noire d4 · Roi blanc sur case blanche c2 · Roi noir sur case noire a1 | Pion blanc sur case noire c7 · Tour noire sur case noire d4 · Roi blanc sur case blanche c2 · Roi noir sur case noire a1 | Pion blanc sur case noire c7 · Tour noire sur case noire d4 · Roi blanc sur case blanche c2 · Roi noir sur case noire a1 | Pion blanc sur case noire c7 · Tour noire sur case noire d4 · Roi blanc sur case blanche c2 · Roi noir sur case noire a1 | Pion blanc sur case noire c7 · Tour noire sur case noire d4 · Roi blanc sur case blanche c2 · Roi noir sur case noire a1 | Pion blanc sur case noire c7 · Tour noire sur case noire d4 · Roi blanc sur case blanche c2 · Roi noir sur case noire a1 | 3 |
| 2 | Pion blanc sur case noire c7 · Tour noire sur case noire d4 · Roi blanc sur case blanche c2 · Roi noir sur case noire a1 | Pion blanc sur case noire c7 · Tour noire sur case noire d4 · Roi blanc sur case blanche c2 · Roi noir sur case noire a1 | Pion blanc sur case noire c7 · Tour noire sur case noire d4 · Roi blanc sur case blanche c2 · Roi noir sur case noire a1 | Pion blanc sur case noire c7 · Tour noire sur case noire d4 · Roi blanc sur case blanche c2 · Roi noir sur case noire a1 | Pion blanc sur case noire c7 · Tour noire sur case noire d4 · Roi blanc sur case blanche c2 · Roi noir sur case noire a1 | Pion blanc sur case noire c7 · Tour noire sur case noire d4 · Roi blanc sur case blanche c2 · Roi noir sur case noire a1 | Pion blanc sur case noire c7 · Tour noire sur case noire d4 · Roi blanc sur case blanche c2 · Roi noir sur case noire a1 | Pion blanc sur case noire c7 · Tour noire sur case noire d4 · Roi blanc sur case blanche c2 · Roi noir sur case noire a1 | 2 |
| 1 | Pion blanc sur case noire c7 · Tour noire sur case noire d4 · Roi blanc sur case blanche c2 · Roi noir sur case noire a1 | Pion blanc sur case noire c7 · Tour noire sur case noire d4 · Roi blanc sur case blanche c2 · Roi noir sur case noire a1 | Pion blanc sur case noire c7 · Tour noire sur case noire d4 · Roi blanc sur case blanche c2 · Roi noir sur case noire a1 | Pion blanc sur case noire c7 · Tour noire sur case noire d4 · Roi blanc sur case blanche c2 · Roi noir sur case noire a1 | Pion blanc sur case noire c7 · Tour noire sur case noire d4 · Roi blanc sur case blanche c2 · Roi noir sur case noire a1 | Pion blanc sur case noire c7 · Tour noire sur case noire d4 · Roi blanc sur case blanche c2 · Roi noir sur case noire a1 | Pion blanc sur case noire c7 · Tour noire sur case noire d4 · Roi blanc sur case blanche c2 · Roi noir sur case noire a1 | Pion blanc sur case noire c7 · Tour noire sur case noire d4 · Roi blanc sur case blanche c2 · Roi noir sur case noire a1 | 1 |
|   | a | b | c | d | e | f | g | h |   |

Mais les règles du jeu d'échecs n'obligent pas à choisir une dame lors de la promotion.
6.c8T!
Grâce à cette sous-promotion, les blancs menacent 7.Ta8#.
6…Ta4 (après 6…Tc4+ les blancs gagnent par 7.Txc4 Ra2 8.Ta4#)
7.Rb3, et les noirs perdent la tour ou se font mater par Tc1.